# Juignettes
Juignettes település Franciaországban, Eure megyében. Lakosainak száma 293 fő (2022. január 1.). Juignettes Les Bottereaux, Chambord, Saint-Antonin-de-Sommaire, Saint-Nicolas-de-Sommaire és La Ferté-en-Ouche községekkel határos.

## Népesség
A település népességének változása:
| Lakosok száma | 150  | 141  | 131  | 229  | 239  | 237  | 220  | 226  | 224  | 293  |
|               | 1968 | 1982 | 1990 | 2006 | 2013 | 2015 | 2017 | 2019 | 2020 | 2022 |